# Dicranum pseudofalcatum
Dicranum pseudofalcatum är en bladmossart som beskrevs av Seppelt 1980 [1981. Dicranum pseudofalcatum ingår i släktet kvastmossor, och familjen Dicranaceae. Inga underarter finns listade i Catalogue of Life.